# 검은갑옷나무쥐
검은갑옷나무쥐(Makalata obscura)는 가시쥐과에 속하는 남아메리카 설치류의 일종이다. 브라질의 토착종이다. 종소명 "옵스쿠루스(obscurus)"는 라틴어로 "어둡다"라는 의미이다.